# Dünyayı Kurtaran Adam
Dünyayı Kurtaran Adam (lett. "L'uomo che ha salvato il mondo") è un film di fantascienza turco del 1982, diretto da Çetin İnanç. Meglio conosciuto come lo "Star Wars turco", a causa del suo massiccio uso illecito di materiale piratato e protetto da copyright dai film di Guerre stellari.

## Trama
In un futuro remoto, la Terra è stata devastata da una guerra nucleare che l'ha frammentata in asteroidi sparsi nello spazio, ma la vita è comunque riuscita a sopravvivere su questi detriti. Tuttavia, un nuovo pericolo minaccia l'umanità: un nemico sconosciuto ha iniziato ad attaccare il pianeta con armi laser. Fortunatamente, la Terra è protetta da un potente scudo organico, creato da cellule cerebrali, che impedisce agli attacchi di colpire il pianeta. Nonostante ciò, l’umanità è in uno stato di disperazione: nessuno dei piloti inviati a scoprire la base nemica è mai riuscito a fare ritorno.
In mezzo a questo conflitto, i piloti Murat e Alì si uniscono alla battaglia spaziale. Il loro avversario è un misterioso mago che, convinto di poter dominare il cosmo, cerca di penetrare lo scudo terrestre per impadronirsi di un cervello umano. Durante uno scontro, Murat e Alì vengono intrappolati in un campo magnetico che li allontana dalla Terra, dando l’opportunità ai nemici di abbattere le loro navi. Nonostante l’impatto, i due piloti sopravvivono e si risvegliano su un pianeta deserto, dove iniziano a esplorare i resti di antiche civiltà distrutte da guerre nucleari. Scherzando sull’idea che il pianeta sia abitato solo da donne, Alì fischia per attirarle, ma finisce per richiamare scheletri a cavallo. Dopo averli affrontati e sconfitti, i due rubano due loro cavalli, ma vengono presto catturati da soldati robotici che stordiscono gli animali.
I due piloti vengono portati in un’arena dove assistono a combattimenti mortali tra gladiatori e all’esecuzione di civili oppositori del regime, organizzati da un robot antropomorfo. Il mago, tiranno del pianeta, osserva la scena dalla sua base, desideroso di ottenere sangue umano per mantenere la sua immortalità. Disgustati dalla brutalità degli eventi, Murat e Alì decidono di intervenire, scatenando una rissa. Sebbene riescano a combattere valorosamente, vengono feriti e catturati dal mago, che riconosce in loro i terrestri che stava cercando.
Costretti a fuggire, Murat e Alì trovano rifugio in una grotta, guidati da una ragazza bionda e suo fratello minore. Scoprono che la grotta è abitata da dissidenti che vivono nascosti per sfuggire al regime del mago. Il capo dei dissidenti, un vecchio filosofo, spiega che il pianeta è un frammento della Terra collegato a una civiltà avanzata distrutta da guerre atomiche, di cui fanno parte anche gli antenati dei protagonisti. Il mago vuole conquistare la Terra e si trova proprio lì. Durante l’esplorazione della grotta, però, delle mummie e mostri agli ordini del mago attaccano i dissidenti, sterminandone molti. Grazie all’aiuto di Murat e Alì, i superstiti riescono a fuggire attraverso un passaggio segreto.
Il vecchio capo, riconoscendo la forza dei protagonisti, li indirizza verso la “valle verde” per allenarsi. La ragazza e suo fratello, figli del filosofo, li accompagnano. Intanto, il mago, furioso per il fallimento delle sue creature, invia Dragon, un mostro umanoide, a caccia dei terrestri. Con Murat e Alì ormai lontani, Dragon raggiunge la caverna e massacra i dissidenti rimasti.
Murat e Alì si allenano colpendo rocce per rafforzarsi e, dopo aver salutato i figli del filosofo, si dirigono verso la città. Qui, si ritrovano coinvolti in una rissa in un bar. Durante il caos, appare un'illusione del mago che si vanta della sua onnipresenza e potere, svelando il suo piano per conquistare la Terra con l’aiuto di terrestri. Il mago usa immagini della ragazza e di suo fratello per manipolare le emozioni dei protagonisti.
In seguito, i soldati robotici catturano Murat e Alì e li conducono al palazzo del mago. Qui ricevono nuovi vestiti e vengono portati in una stanza dove il mago rivela che intende sfruttare i segreti della mente umana per spezzare la resistenza terrestre. Affida il compito alla regina, mentre l’assistente robot si dirige dai protagonisti. La regina cerca di sedurre Alì per estorcergli informazioni, ma lui resiste. Nel frattempo, Murat affronta il mago che gli propone un’alleanza per conquistare la Terra, ma Murat rifiuta, affermando che il bene trionferà sempre sul male.

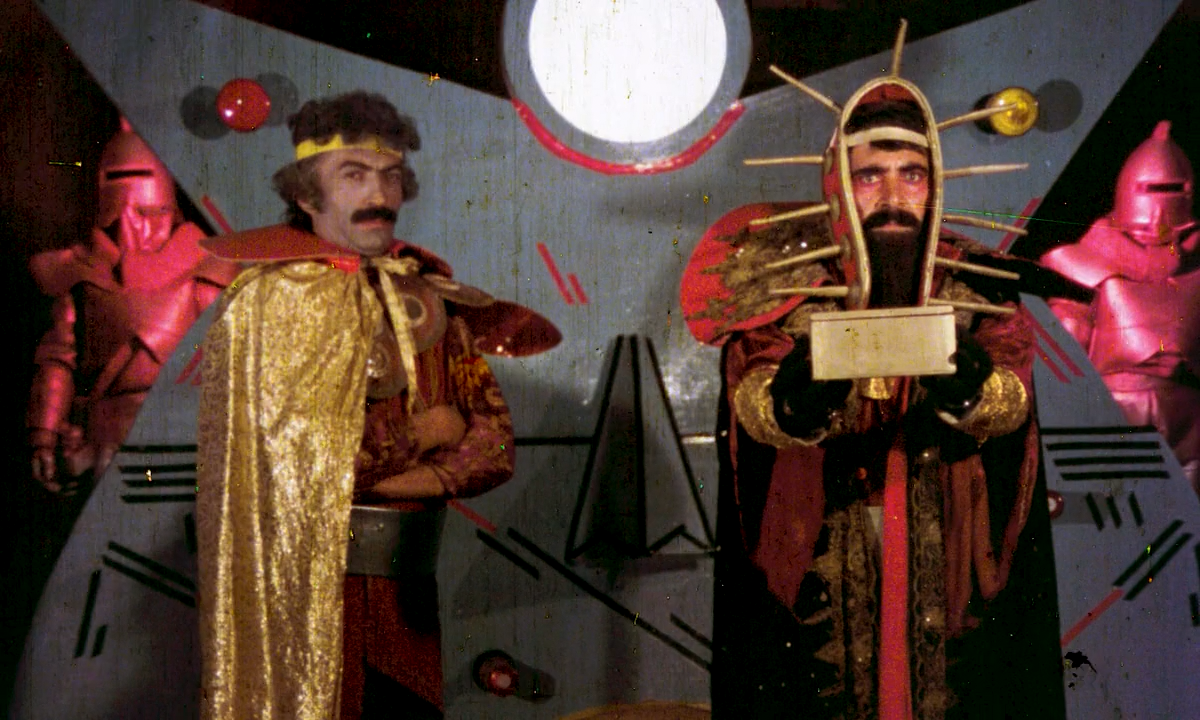
Il mago e il suo vicario in una scena del film

In seguito, i due vengono torturati con tecniche brutali, ma riescono a sopravvivere. Il mago, infuriato, li porta nell’arena per affrontare Dragon. Dopo un combattimento intenso, Murat sconfigge Dragon, ma il mago ordina la decapitazione della ragazza e del fratello come punizione. Murat interviene e li salva, ma Alì viene catturato e portato alla base del mago, che vuole estrarre il suo cervello.

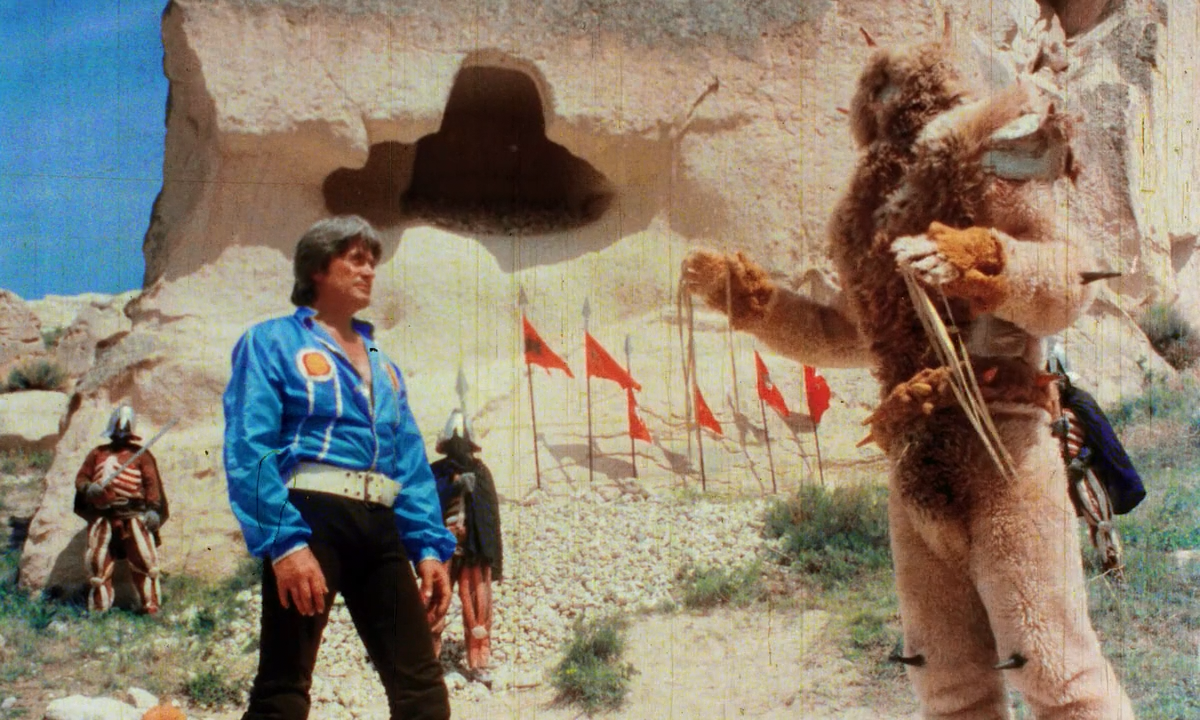
Murat si prepara a combattere contro Dragon

Murat e i figli del saggio raggiungono il vecchio nel mausoleo di Hajji Bektash Veli, che si era staccato dalla Terra milioni di anni fa. Il filosofo, dopo aver spiegato la storia dell’Islam e aver attribuito le cause della guerra alla "perdita di fede" dell'umanità, spiega che i membri della tredicesima tribù avevano forgiato una spada dorata e un cervello d'oro e che questi artefatti potranno sconfiggere il mago. Murat e la ragazza si dirigono nel luogo dove sono custoditi, ovvero una vecchia chiesa bizantina. Recuperati gli oggetti, dopo aver sconfitto le guardie dorate che li sorvegliavano, Murat affronta numerosi nemici e si dirige verso la base del mago, dove libera il suo amico.

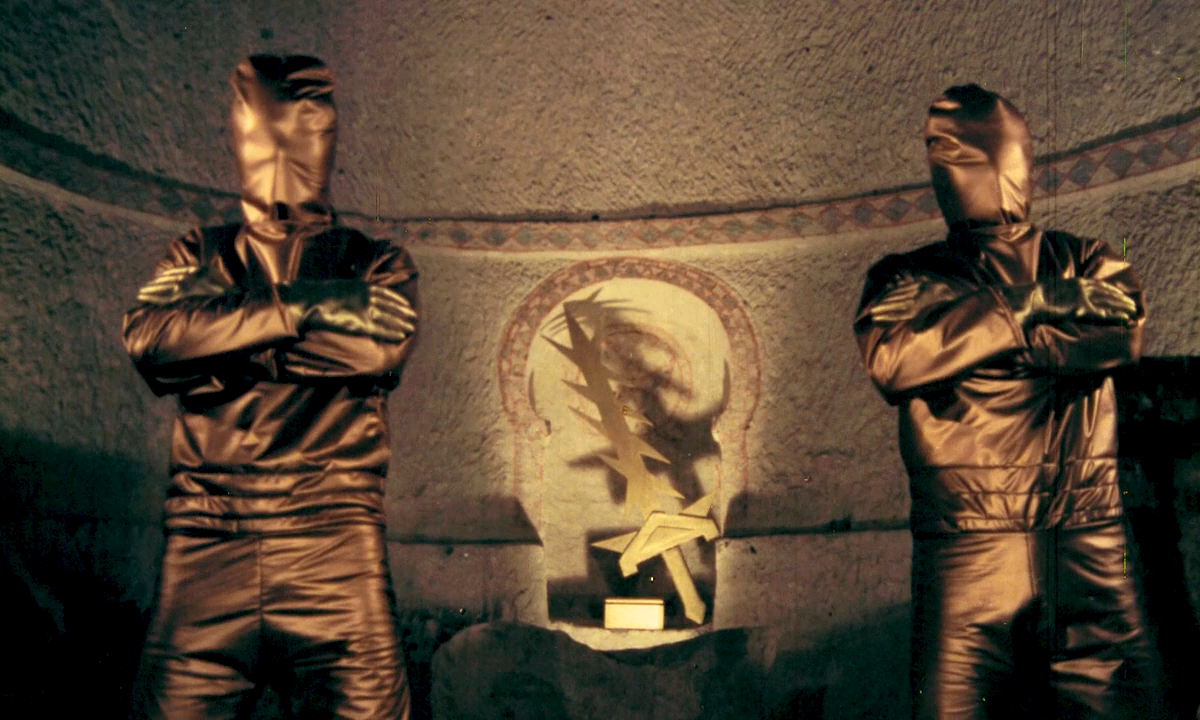
Le guardie dorate

Alì, affascinato dalla spada e impaziente, stordisce Murat, ruba la spada e il cervello d'oro e si dirige verso quello che crede essere il saggio. Tuttavia, l’uomo è in realtà il mago sotto mentite spoglie, che sconfigge facilmente Alì. Murat arriva appena in tempo per salvarlo, ma il mago riesce a fuggire. I due trovano poi il vero saggio, morente, che li avverte che il mago ha già assorbito il potere della spada e del cervello, minacciando di distruggere la Terra. Distrutto dal senso di colpa per aver dato potere al mago, Alì si lancia incautamente verso un'uscita dalla base, ma viene gravemente ferito da un’esplosione. Nei suoi ultimi istanti, Alì esprime il rimpianto per non poter tornare a casa, morendo tra le braccia di Murat. Devastato, Murat riflette sull'importanza dell'amore, della lealtà e della speranza, giurando di usare quel dolore per porre fine al regno del mago.
Recandosi in una grotta, fonde i due artefatti in guanti e stivali che gli conferiscono forza e agilità sovrumana. 
Murat affronta il mago e i suoi scagnozzi nel centro della città, mentre il caos si diffonde tra la popolazione civile. Il mago ordina ai suoi soldati, guidati dall’assistente robotico, di attaccare. Nel frattempo, nella base del mago, il piano per distruggere la Terra entra in fase critica, con un conto alla rovescia per lanciare l’attacco. Murat combatte contro una moltitudine di mostri, scheletri e mummie, riuscendo a distruggere l’assistente robotico e a decapitare Dragon.
Mentre la situazione peggiora, il mago, sicuro della sua vittoria, si teletrasporta per affrontare Murat di persona. Lo scontro tra i due è intenso: il mago utilizza il suo scettro e poteri magici, ma Murat, grazie alla sua nuova forza, riesce a resistere. Alla fine, Murat disarma il mago e lo sconfigge con un colpo di karate, tagliandolo in due. La morte del mago provoca un terremoto che elimina i suoi seguaci, purificando il pianeta dal male. Murat emerge vittorioso e viene acclamato come eroe dalla popolazione, finalmente libera dal regno di terrore del mago.
Murat, acclamato come un eroe, si congeda dai figli del defunto saggio, annunciando che per lui è tempo di tornare nel suo mondo. Il pilota lascia quindi il pianeta a bordo di un'astronave, tra gli addii della popolazione.

## Produzione
Dünyayı Kurtaran Adam è stato girato in Turchia in un periodo in cui i film realizzati negli Stati Uniti non erano facilmente ottenibili. Come risultato questi film venivano rifatti in Turchia usando un cast completamente composto da attori locali. Il film fa uso di materiale ricavato da molte altre produzioni: Guerre stellari, Il mago di Oz, la serie Star Trek, E.T. l'extra-terrestre, il trailer di Quando i mondi si scontrano e Indiana Jones.
Diretto da Çetin İnanç e scritto da Cüneyt Arkın, un attore famoso in Turchia che ha lavorato negli ultimi 50 anni, il film vede anche Arkın nel ruolo del protagonista Murat. Tra gli altri attori vi sono Aytekin Akkaya (che ha in seguito partecipato nel film italiano I sopravvissuti della città morta), Hüseyin Peyda e Füsun Uçar.

## Colonna sonora
La colonna sonora è interamente presa da film degli anni settanta-ottanta ed è prevalentemente basata su quella di Indiana Jones. Vi sono scene che incorporano la musica di Moonraker - Operazione spazio, Flash Gordon, Battlestar Galactica (versione di Giorgio Moroder), Ben-Hur, Silent Running, Il pianeta delle scimmie, Mosè, Spazio 1999, Quando i mondi si scontrano e The Black Hole - Il buco nero.

## Distribuzione
Il film arrivò nei cinema turchi il 1º novembre del 1982. Negli Stati Uniti la pellicola è entrata nel pubblico dominio.